# Cowbell

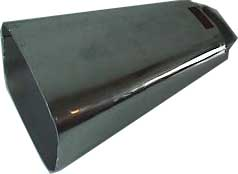
Cowbell

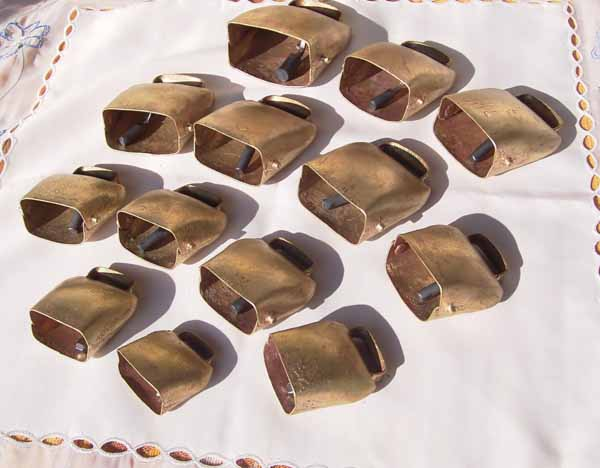
Sada různě naladěných kravských zvonců.

Cowbell (kravský zvon) je idiofonická ruční perkuse, která je používaná v mnoha hudebních stylech včetně populární hudby a salsy. Dále například v latinskoamerické hudbě a rocku. Název dostal po podobném zvonu, který používají pastýři ke sledování polohy krav. Nástroj byl původně a tradičně kovový; v současnosti však některé varianty jsou vyrobeny ze syntetických materiálů.

## Cowbell v populární kultuře
- První použití v hudbě bylo v dvacátých létech, v americké hillbilly (vidlácké jižanské) hudbě.
- Mezi nejmladší populární písně, ve kterých zněly kravské zvonky byli písně "Grazin' in the Grass" od Hugh Masekely a "Time Has Come Toady" od Chambers Brothers.[1]. Roland TR-808 v sobě má zabudovaný efekt kravských zvonů.
- Zvuk "kravských zvonů" se objevoval od 80. let až do dneška, jak v R&B/hip-hopu tak i populární hudbě. Někteří hudebníci, kteří tento zvuk používají jsou The SOS Band, Jimmy Jam a Terry Lewis.
- "More cowbell" je skeč od Saturday Night Live z roku 2000, kde se pojednává o písni "(Don't Fear) The Reaper" od Blue Öyster Cult.
- Mezi písně, vedle „(Don't Fear) The Reaper“, které "kravské zvony" používají patří například:

- - "Honky Tonk Women" – The Rolling Stones
  - "Good Times, Bad Times" od Led Zeppelin
  - "The Wizard" - Black Sabbath
  - "We're An American Band" od Grand Funk Railroad
  - "You Spin Me Round (Like a Record)" – Dead or Alive
  - "Nightrain", "Welcome to the Jungle" a "It's So Easy" od Guns N' Roses
  - "Township Rebellion", "Freedom" a "Killing in the Name" – Rage Against the Machine
  - "Drag the Waters" od Pantery
  - "The Adventures of Rain Dance Maggie" od Red Hot Chili Peppers